# Anna Brownell Jameson
Anna Brownell Jameson, nata Anna Brownell Murphy (Dublino, 17 maggio 1794 – Londra, 17 marzo 1860) è stata una storica dell'arte e saggista irlandese naturalizzata britannica.
Nata in Irlanda, si trasferì nel Regno Unito all'età di quattro anni e a partire dagli anni venti del XIX secolo si affermò con influenti saggi e studi non solo sulla storia dell'arte, ma anche su una vasta gamma di temi che spaziavano da Shakespeare alla cultura tedesca.

## Biografia
Figlia del miniaturista Denis Brownell Murphy, Anna Brownell Jameson nacque a Dublino nel 1794 e quattro anni più tardi si trasferì a Londra con la famiglia, composta dal padre, dalla seconda moglie Johanna e da quattro sorelle minori. All'età di sedici anni diventò l'istitutrice di Charles Paulet, XIII marchese di Winchester. Nel 1821, dopo aver rotto il fidanzamento con il giurista Robert Jameson, accompagnò un giovane allievo in Italia. Durante il viaggio scrisse un reportage romanzato delle sue esperienze in Europa e l'opera fu pubblicata nel 1826 con il titolo The Diary of an Ennuyée. L'opera ottenne un buon successo di pubblico, incrementato quando la vera identità della scrittrice (che aveva pubblicato sotto pseudonimo) venne alla luce. Nel 1826 accettò di sposare Jameson, ma il matrimonio non fu felice: nel 1829 il marito la lasciò a Londra quando fu convocato a Dominica per lavoro e la coppia non si rivide per quattro anni.
Durante l'assenza del marito, la Jameson visitò nuovamente l'Europa con il padre e si affermò sul panorama culturale londinese con la pubblicazione di Loves of the Poets. Il suo successo fu consacrato tre anni dopo con la pubblicazione di Characteristics of Women, un saggio incentrato sulle eroine femminili delle opere di Shakespeare. Negli anni 1830 la cultura tedesca iniziò a suscitare grande interesse nel Regno Unito e la Jameson visitò la Germania nel 1833. Scrisse delle sue esperienze a Monaco, rendendo così noto presso il pubblico anglosassone degli sviluppi artistici avvenuti nella città tedesca sotto il patronato di Ludovico I di Baviera. Nel 1836 il marito la volle con sé in Canada e la donna sbarcò a New York e viaggiò da sola fino a Toronto. Due anni più tardi pubblicò le sue esperienze in Canada in Winter Studies and Summer Rambles in Canada. Dopo otto mesi trascorsi in Canada decise di ritornare a Londra e lo fece in concomitanza con la pubblicazione del libro.
Dopo il ritorno nel Regno Unito cominciò ad interessarsi alla storia dell'arte e cominciò a visitare e annotare scrupolosamente il contenuto di numerose collezione private in Gran Bretagna. Pubblicò i suoi studi nel 1842 nel volume Companion to the Private Galleries, seguito pochi mesi dopo da Handbook to the Public Galleries. Tre anni più tardi curò un'edizione di Memoirs of the Early Italian Painters. In questi anni strinse anche un'intensa amicizia con Anne Isabella Milbanke, durata alcuni anni e terminata a causa del carattere irascibile dell'aristocratica. Dopo aver pubblicato una collezione di saggi nel 1846, nel 1847 tornò in Italia insieme alla nipote Gerardine Bate per raccogliere informazioni per il suo libro seguente, Sacred and Legendary Art. Di natura femminista sono invece i suoi saggi The Relative Social Position of Mothers and Governesses, Sisters of Charity (1855) e The Communion of Labour (1856).